# Gausdal
Gausdal is een gemeente in het Gudbrandsdal in de provincie Innlandet in Noorwegen. De gemeente telde 6204 inwoners in januari 2017.
Gausdal grenst in het noordwesten aan Sør-Fron, in het noordoosten aan Ringebu en Øyer, in het zuidoosten aan Lillehammer, in het zuiden aan Nordre Land en in het zuidwesten aan Nord-Aurdal en Øystre Slidre.  De gemeente is vernoemd naar de rivier de Gausa die ontspringt bij het gehucht Svingvoll in de gemeente. 

## Plaatsen in de gemeente

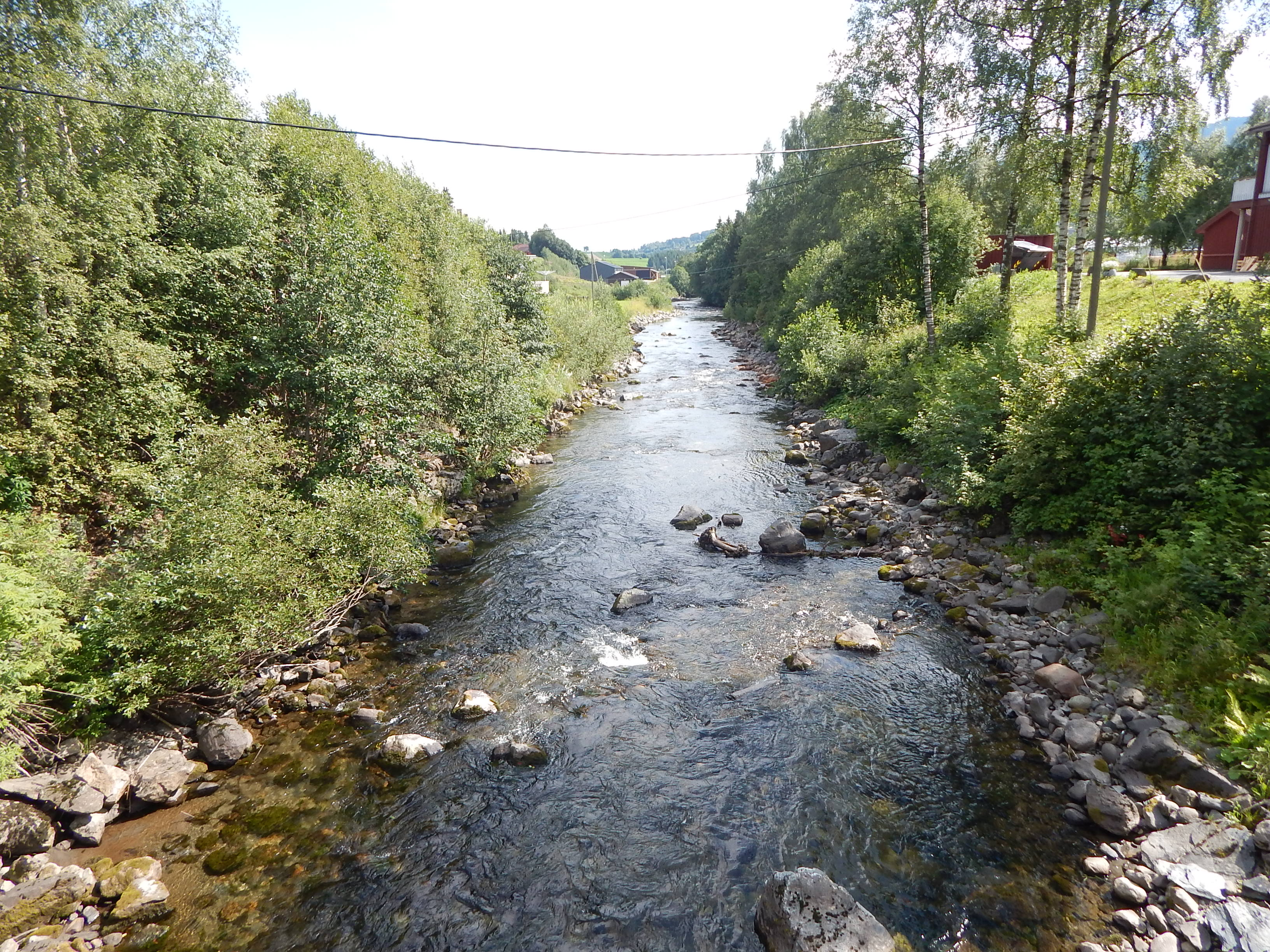
De Gausa bij Segalstad Bru

- Follebu
- Forset
- Segalstad Bru
- Skei

Alvdal · Dovre · Eidskog · Elverum ·  Engerdal · Etnedal · Folldal · Gausdal · Gjøvik · Gran · Grue ·  Hamar · Kongsvinger · Lesja · Lillehammer · Lom ·  Løten · Nord-Aurdal · Nord-Fron · Nord-Odal · Nordre Land · Os · Østre Toten · Øyer · Øystre Slidre · Rendalen · Ringebu · Ringsaker · Sel · Skjåk · Stange · Stor-Elvdal · Søndre Land · Sør-Aurdal · Sør-Fron · Sør-Odal · Tolga · Trysil · Tynset · Vågå · Våler · Vang · Vestre Slidre · Vestre Toten · Åmot · Åsnes

Fylker van Noorwegen